# Колокольня Ильинской церкви (Чернигов)
Колокольня Ильинской церкви — памятник архитектуры национального значения в Чернигове.

## История
Постановлением Совета министров УССР 24.08.1963 № 970 присвоен статус памятник архитектуры национального значения с охранным № 818/2 под названием Колокольня Ильинской церкви.
Установлена информационная доска.

## Описание
Входит в комплекс сооружений Ильинской церкви — участок историко-архитектурного заповедника Чернигов древний, расположенный на южном склоне Болдиной Горы в устье Ильинского оврага — Ильинская улица, 33.
Колокольня была построена в 1908—1910 годы в период «историзма» северо-западнее Ильинской церкви. Трехъярусная. Два первых яруса каменные, прямоугольные в плане, несут деревянный восьмерик колоколов. Венчает сооружение барокковый купол с макушкой.
В период 1981—1982 годы были проведены ремонтно-реставрационные работы.